# Solglasögon

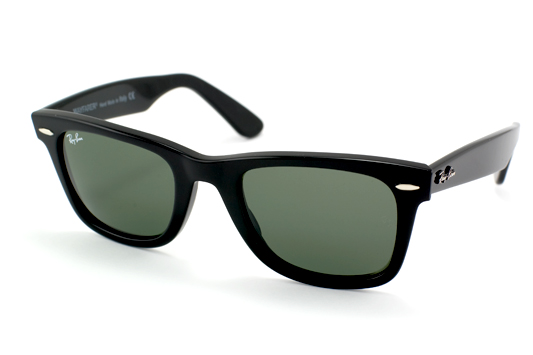
Solglasögon, av modellen Ray Ban Original Wayfarer

Solglasögon används för att skydda ögonen mot det starka ljus som återspeglas av ljusa eller reflekterande ytor i solljus såsom boksidor, snöklädda fält och vattenytor. Solglasögon daterar sig som mode från tidigt 1900-tal och de stora modehusen har numera ofta en kollektion solglasögon som kompletterar klädlinjen och stärker varumärket.

## Historia
8000 år f.Kr. skyddade jägare och samlare ögonen från solens reflektioner i snön genom att bära trä- eller benbitar med en springa i. På 1100-talet använde kinesiska domare glasögon med mörkt glas av tunnslipad brun kvarts för att inte vittnen skulle kunna utläsa och dra nytta av domarnas känslor. Det var först omkring år 1900 som faktiska solglasögon började tillverkas. De blev framför allt moderna efter att stumfilmsstjärnor använde dem för att skydda ögonen mot den starka studiobelysningen.
Pilotglasögonen, med Ray-Ban (strålspärr), lanserades av Bausch & Lomb 1934. Det speciella glaset i pilotglasögon var grå och därmed påverkades inte färgbilden av glaset. Gula, blå och bruna glas var populära runt sekelskiftet 1900; rosa glas kom på 1960-talet.

## Tillverkning
Solglasögon delas in i olika filterkategorier beroende på hur mycket av det synliga ljuset som linserna släpper igenom. Kategori 1 betyder att det mesta av ljuset släpps igenom, medan kategori 4 tar bort det mesta av ljuset och glasögonen blir mörkare. Om glasögonen ska användas vid bilkörning får de inte vara mörkare än kategori 3, vilket innebär att de släpper igenom 8–18 procent av ljuset.
Polaroidsolglasögon är solglasögon med polarisationsfilter, som släcker ut reflexerna från is och vatten så att man inte blir bländad av reflekterat solljus.

## Funktion
För personer med synfel och som bär glasögon finns det solglasögon med slipade glas. Ett annat alternativ är s.k. clips, som man kläms fast på de vanliga glasögonen.
Syftet med att bära solglasögon är för de allra flesta att man lättare ska kunna se i starkt solljus. Starkt solljus kan också skada ögats lins. Extra viktigt att skydda ögat när det på reflekterande ytor som snö, vatten och sandstränder. När ljuset reflekteras kan det bli så mycket strålning att ögats näthinna kan få brännskador. Ett fullgott skydd ger solglasögon som har UV400-skydd och CE-märkning. UV400 står för att skyddet gäller för UV med våglängd kortare än 400 nm. Att solglasögonen bara har mörkt glas betyder inte att det skyddar bra. Om UV400-skyddet inte är tillräckligt i ett par mörka glasögon så kan ögat skadas ännu mer då pupillen luras att vidgas ännu mer för att släppa in mer ljus.
Gröna och grå glas ger bäst färgåtergivning. Bruna glas är bäst vid bilkörning. Blå glas skyddar sämre. Plastglas ger bättre UV-skydd än mineralglas, men är inte lika reptåliga.
Solglasögon skyddar framförallt mot ultraviolett strålning som annars kan leda till  ögonsjukdomar som snöblindhet, grå starr och olika former av ögoncancer.